# Ди Ливио, Анджело
А́нджело Ди Ли́вио (итал. Angelo Di Livio; 26 июля 1966, Рим) — итальянский футболист, полузащитник. За национальную сборную Италии провёл 40 матчей, дебютировал за неё 9 сентября 1995 года в матче против Словении, который завершился победой итальянцев со счётом 1:0.

## Клубная карьера
Ди Ливио играл за «Реджану» (1985-86), «Ночерину» (1986-87), «Перуджа» (1987-89), «Падову» (1989-93), «Ювентус» (1993-99) и «Фиорентину» (1999—2005). Выносливость и качество игрового движения сделало его важным элементом стартового состава, доминирующего в чемпионате «Ювентуса». Период с 1993-го по 1999-й год стал одним из самых успешных периодов в истории клуба. С «Ювентусом» выиграл три «скудетто» (1995, 1997, 1998) и одну Лигу Чемпионов (1996), в дополнение к двум итальянским Суперкубкам (1995, 1997), Кубку Италии, Суперкубку УЕФА (1996), и Межконтинентальному кубку (1996); он также выходил в финал Кубка УЕФА 1994/95. В 1999 году он переехал в «Фиорентину», где после ухода ветеранов клуба Габриэля Батистуты и Руя Кошты стал капитаном, и в составе команды выиграл Кубок Италии в сезоне 2000/01. В 2002 году, когда «Фиорентина» вылетела в Серию B, и после процедуры банкротства была возрождена как «Флоренция Виола» в Серии С2, Ди Ливио показал свою преданность, будучи единственным игроком, кто остался с командой, пройдя через глубины итальянского футбола к восхождению в элиту, обратно в Серию А в 2004 году, и наконец, завершив карьеру после окончания сезона 2004/05.

## Достижения
Командные:
- Чемпион Италии: 1995, 1997, 1998
- Обладатель кубка Италии: 1995, 2001
- Обладатель суперкубка Италии 1995, 1997
- Победитель Лиги чемпионов: 1996
- Обладатель суперкубка Европы: 1996
- Обладатель Межконтинентального кубка: 1996

Национальные:
- Вице чемпион Европы: 2000

Личные
- Кавалер ордена За «заслуги перед Итальянской Республикой» 1991[2]